# Andali
Andali (albanès Dandalli ) és un municipi italià, dins de la província de Catanzaro. Ocupa una superfície de 17,87 quilòmetre quadrat i tenia 637 habitants a l'1 gener 2023. És un dels municipis on viu la comunitat arbëreshë. Limita amb els municipis de Belcastro, Botricello, Cerva, Cropani.

## Administració
| Període | Identitat           | Partit |
| ------- | ------------------- | ------ |
| 2006-   | Giuseppe Costantini | DS     |